# Jody Lukoki
Jody Lukoki (15. listopadu 1992, Kindu, Zaire – 9. května 2022) byl nizozemsko-konžský fotbalový záložník a reprezentant DR Kongo původem ze Zaire (dnešní Demokratická republika Kongo), který naposledy působil v klubu FC Twente. V mládežnických kategoriích reprezentoval Nizozemsko.

## Klubová kariéra
V Nizozemsku debutoval na profesionální úrovni v AFC Ajax (získal zde 3x ligový titul), odkud v sezoně 2013/14 hostoval v SC Cambuur.
V srpnu 2014 přestoupil z Ajaxu do PEC Zwolle (čerstvého vítěze nizozemského fotbalového poháru i Superpoháru, v obou soutěžích zdolal PEC ve finále vždy Ajax), kde podepsal tříletý kontrakt.
S PEC si zahrál ve 4. předkole Evropské ligy 2014/15, kde byl jeho tým vyřazen českým klubem AC Sparta Praha.
V červnu 2015 přestoupil do bulharského klubu PFK Ludogorec Razgrad.

## Reprezentační kariéra

### Nizozemsko
Jody Lukoki je bývalým mládežnickým reprezentantem Nizozemska.

### Demokratická republika Kongo
V A-mužstvu Demokratické republiky Kongo debutoval v roce 2015.